# Вілладеаті
Вілладеаті (італ. Villadeati, п'єм. La Vila dj'Ati) — муніципалітет в Італії, у регіоні П'ємонт,  провінція Алессандрія.
Вілладеаті розташоване на відстані близько 500 км на північний захід від Рима, 37 км на схід від Турина, 40 км на північний захід від Алессандрії.
Населення — 499 осіб (2014).
Щорічний фестиваль відбувається 1 жовтня. Покровитель — San Remigio.

## Демографія
Населення за роками:

Станом на 1 січня 2023 року в муніципалітеті офіційно проживали 54 іноземці з 14 країн, серед них 34 громадяни країн Євросоюзу.

## Сусідні муніципалітети
- Альфьяно-Натта
- Муризенго
- Одаленго-Гранде
- Одаленго-Пікколо
- Монтільйо-Монферрато
- Тонко